# كارل زايس أي جي
كارل زايس  (تُلفظ بالألمانية: [ˌkaʁl ˈtsaɪs]) هو صانع ألماني للقياسات الصناعية والنظم البصرية والأجهزة الطبية، التي تأسست في ينا، ألمانيا في عام 1846 من قبل أخصائي البصريات كارل زايس إلى جانب ارنست آبي (انضم عام 1866) وأوتو شوت (انضم عام 1884) حيث قاموا ببناء قاعدة للبصريات الحديثة والصناعات التحويلية. حاليا، تنقسم الشركة إلى قسمين:  شركة كارل زايس أى جى، وتقع في أوبركوشين مع فروع مهمة في آلين، غوتنغن وميونخ، وشركة كارل زايس المحدودة تقع في ينا.
كارل زايس أي جي هي الشركة الرائدة في 'مجموعة زايس' ، وهي واحدة من قسمين رئيسيين  تابعين ل'مؤسسة كارل زايس' . تقع مجموعة زايس في هايدنهايم وجينا، و تخضع أيضا لسيطرة مؤسسة كارل زايس، وهي الشركة المصنعة للزجاج شوت AG وجينير غلاس، وتقع في ماينز وينا على التوالي. تعد كارل زايس واحدة من أقدم الشركات المصنعة للبصريات الموجودة في العالم. [بحاجة لمصدر]

## تاريخ الشركة

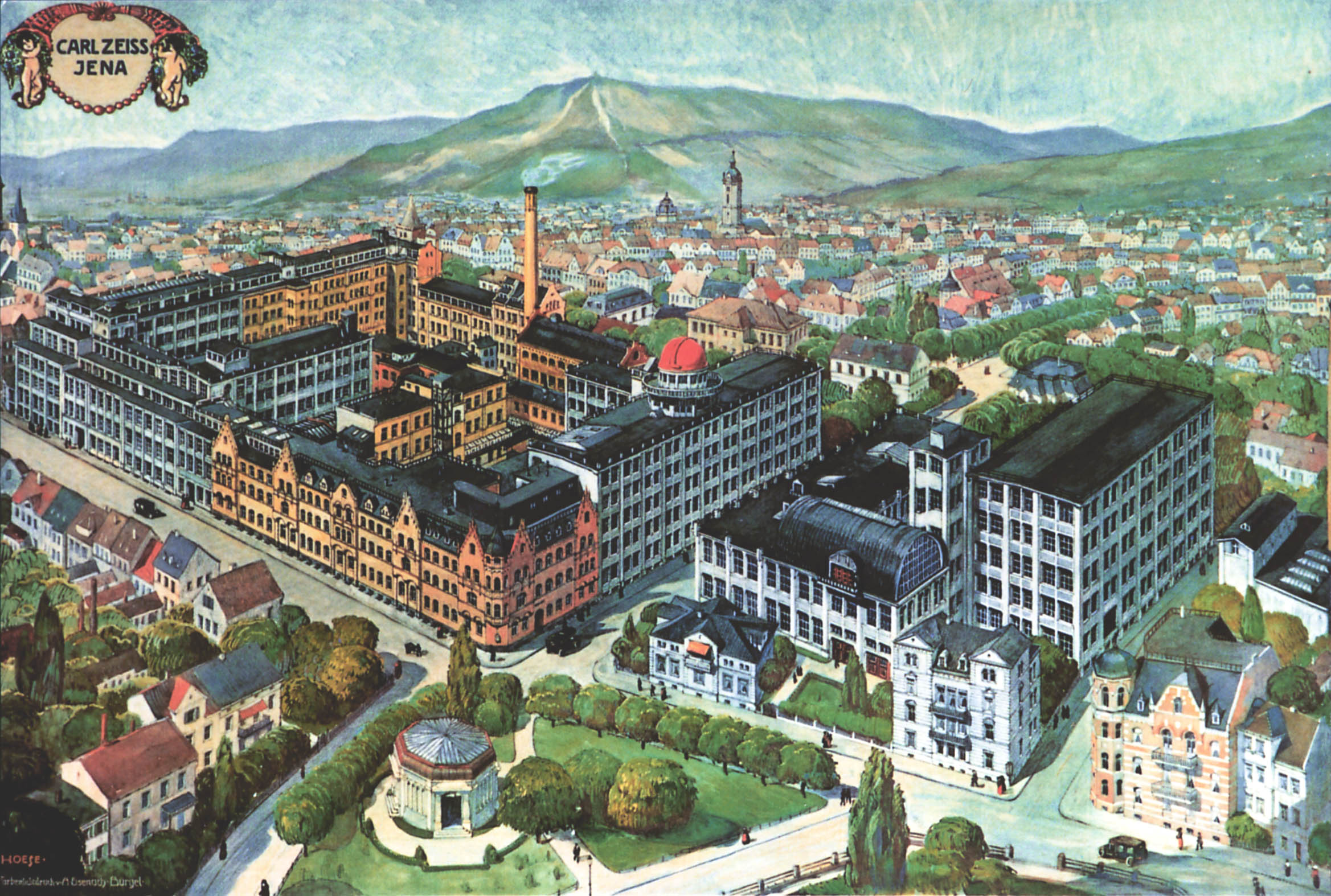
كارل زايس جينا (1910)

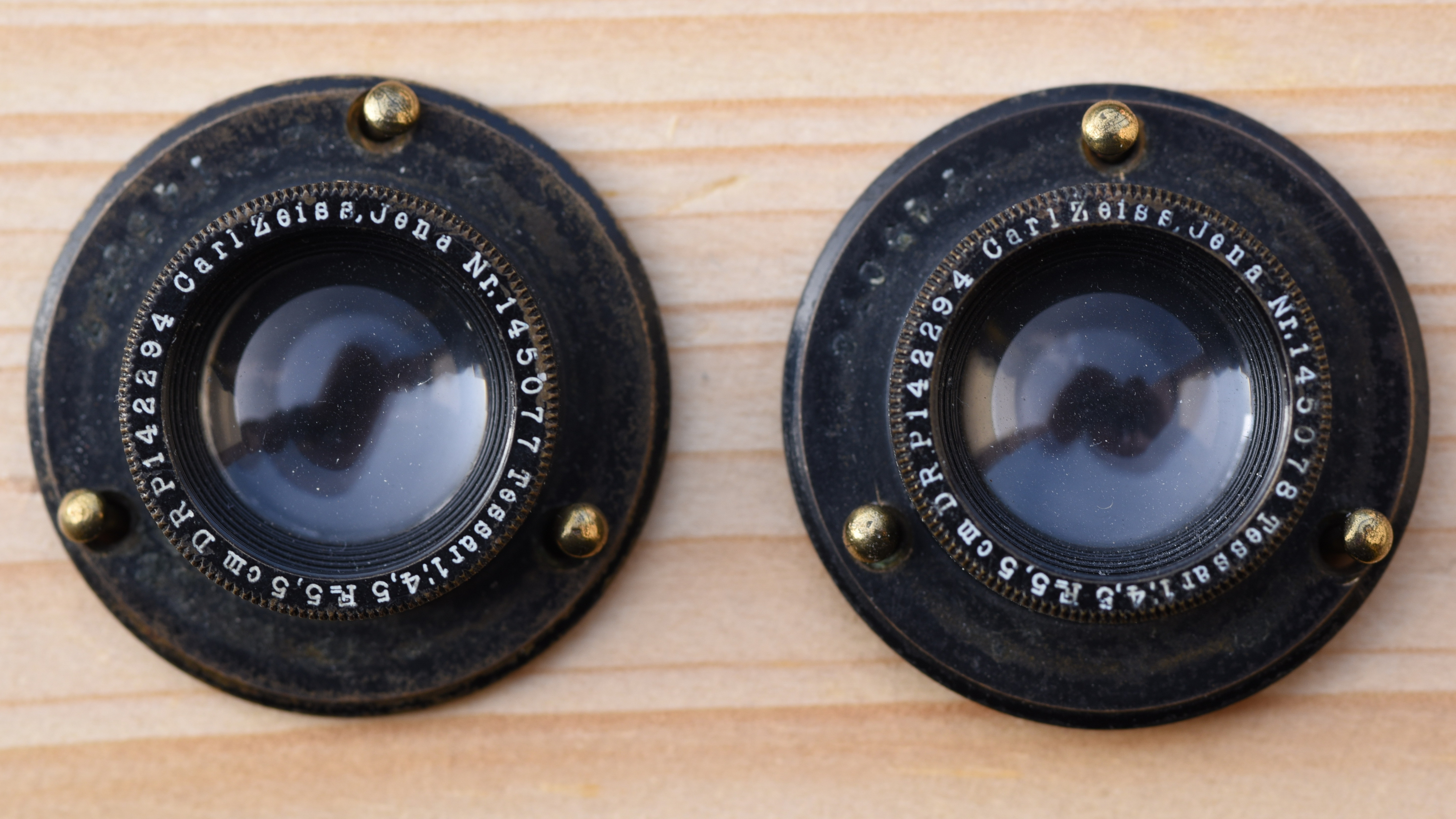
2 historical lenses Carl Zeiss, Jena, Nr. 145077 and Nr. 145078, Tessar 1:4,5 F=5,5cm DRP 142294 (produced before 1910).

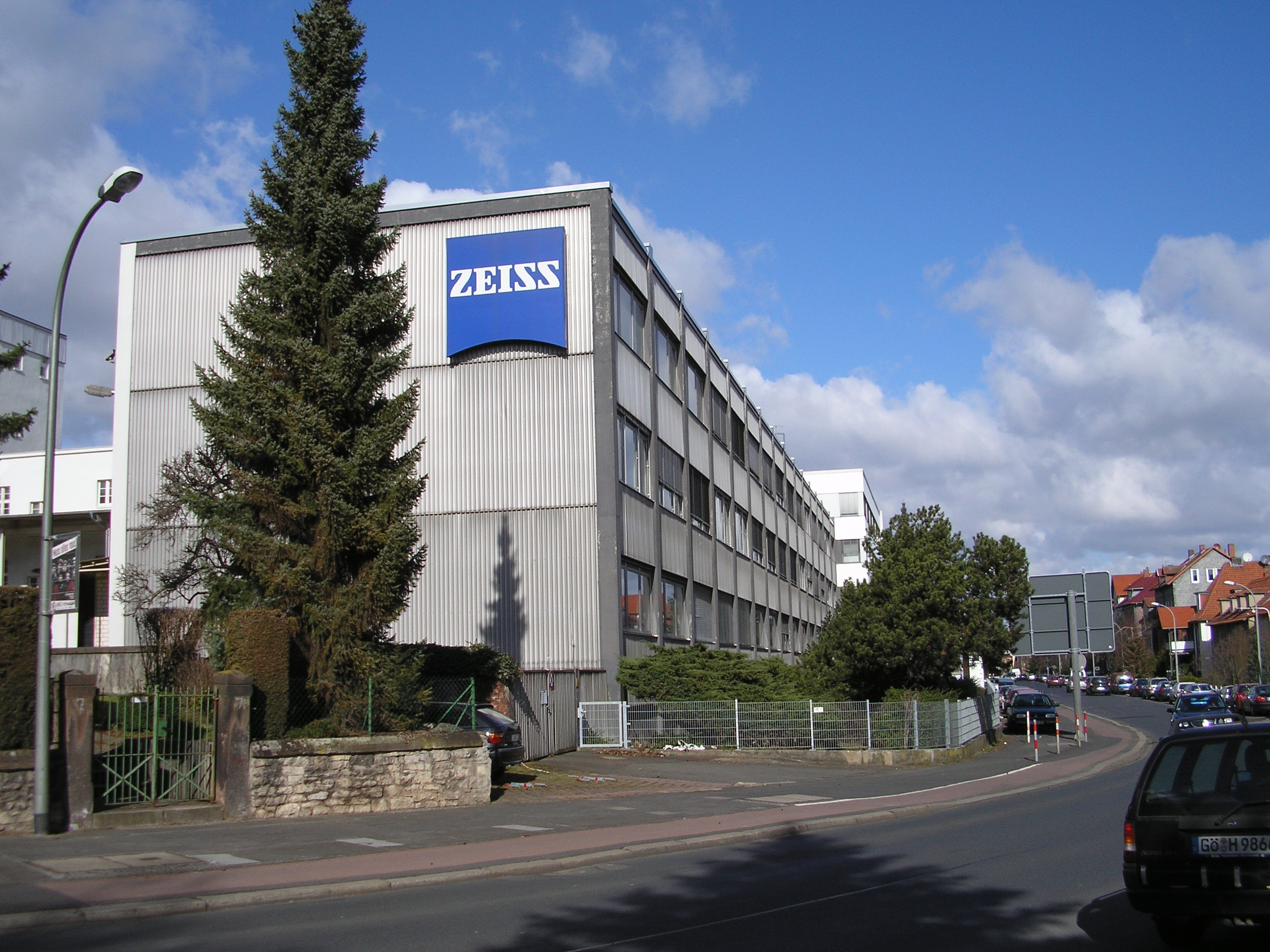
The manufacturer Zeiss in غوتينغن

كارل زايس افتتحت ورشة عمل البصريات في جينا في 1846. وبحلول عام 1847 كانت تصنع المجاهر بدوام كامل. قبل 1861 كانت زايس تعتبر لتكون من بين أفضل صانعي الأدوات العلمية في ألمانيا مع حوالي 20 شخصا يعملون تحت إمرتهم مع شركته التي مازالت تنمو. قبل 1866 ورشة العمل زايس قد باعت الميكروسكوب رقم1,000th المجهر. في عام 1872 الفيزياء ارنست آبي انضم زايس وجنبا إلى جنب مع أوتو شوت كان تصميم عدسات الأجهزة البصرية التي كانوا ينتجونها قد تحسنت كثيرا. بعد وفاة كارل زايس في عام 1888، تم تأسيس الأعمال التجارية مثل كارل زايس شتيفتونغ في1889.
وبعد الحرب العالمية الأولى، كان زايس أكبر موقع في العالم لإنتاج الكاميرات. ومثلت أيقونة زايس جزءا كبيرا من الإنتاج إلى جانب العشرات من العلامات التجارية وغيرها من المصانع، وأيضا كانت الأعمال الرئيسية قائمة في درسدن. في عام 1928 كارل زايس أي جى تم شراؤها من ققبل كارل زايس وأنتجت مناظير زايس وريفلى سكوب منذ عام 1964., مما أدى في بعض الأحيان إلى بوز منتجات توأم التي يجري تقديمها في إطار كل الأسماء التجارية هنسولدت وزايس. واستمرت أقسام هنسولدت تستخدم تقنية نظام (الناتجة عن دمج عمليات البصريات العسكرية لايكا وهنسولدت) من خلال زايس تحت اسم هنسولدت حتى 2006.

## وصلات خارجية
- الموقع الرسمي
- Zeiss Company Timeline starting 1973
- Carl Zeiss Company Timeline starting 1909